# Trương Khánh Vĩ
Trương Khánh Vĩ (tiếng Trung giản thể: 张庆伟; bính âm Hán ngữ: Zhāng Qìng Wěi; sinh ngày 7 tháng 11 năm 1961) là người Hán, nhà khoa học hàng không vũ trụ, chính trị gia nước Cộng hòa Nhân dân Trung Hoa. Ông là Ủy viên Ủy ban Trung ương Đảng Cộng sản Trung Quốc khóa XX, khóa XIX, khóa XVIII, khóa XVII, khóa XVI từ năm 2002, hiện là Bí thư Tỉnh ủy tỉnh Hồ Nam. Ông từng là Bí thư Tỉnh ủy tỉnh Hắc Long Giang; Tỉnh trưởng Chính phủ Nhân dân tỉnh Hà Bắc; Chủ nhiệm Ủy ban Khoa học, Công nghệ và Công nghiệp Quốc phòng Trung Quốc (COSTIND). Trước khi tham gia chính trường, ông là chủ tịch của Công ty Cổ phần Khoa học và Công nghệ Hàng không vũ trụ Trung Quốc (CASC) và Chủ tịch Tổng công ty máy bay thương mại Trung Quốc (Comac), các doanh nghiệp nhà nước chuyên sản xuất hàng không vũ trụ.
Ông nổi tiếng vì công việc của mình cho các nhà thầu quân sự, và đứng đầu nhóm nghiên cứu đã thiết kế và chế tạo máy bay chiến đấu "báo đốm" Xian JH-7. Ông cũng là phó chỉ huy của dự án để đưa một người đàn ông Trung Quốc vào không gian, và chỉ huy của Chương trình Thăm dò Mặt trăng Trung Quốc, Hằng Nga 1. Năm 2009, ông được xếp là một trong 40 người quyền lực nhất Trung Quốc bởi Bloomberg Businessweek.

## Thuở nhỏ và giáo dục
Trương Khánh Vĩ sinh tại thành phố Cát Lâm, tỉnh Cát Lâm vào ngày 7 tháng 11 năm 1961, nhưng tổ tiên của ông ở Lạc Đình, tỉnh Hà Bắc theo quy ước của Trung Quốc. Gia đình ông sau đó chuyển đến Đường Sơn, Hà Bắc.
Ông học ngành máy bay của Đại học Bách khoa Tây Bắc (NPU) ở Tây An từ tháng 9 năm 1978 đến tháng 8 năm 1982, chuyên ngành thiết kế máy bay. Sau khi tốt nghiệp, ông được bổ nhiệm vào Viện nghiên cứu số 603 của Bộ Công nghiệp Hàng không vũ trụ, thiết kế đuôi máy bay. Trong vòng ba năm, ông trở thành lãnh đạo của một nhóm phát triển máy bay ném bom chiến đấu Xian JH-7 mà vẫn còn được sử dụng bởi Không quân Quân Giải phóng Nhân dân Trung Quốc.
Năm 1985, ông trở lại NPU để tiếp tục việc học của mình và nhận bằng Thạc sĩ kỹ thuật về kiểm soát máy bay vào năm 1988.

## Công nghiệp hàng không vũ trụ
Năm 1988, Trương Khánh Vĩ trở lại làm việc cho Bộ Công nghiệp Hàng không vũ trụ và sau đó gia nhập Viện Hàn lâm Công nghệ Vận tải Hỏa tiễn Trung Quốc (CALT), nơi sinh ra tên lửa Long March của Trung Quốc. Ông đã cho thấy tài năng đặc biệt tại CALT và được công nhận với sự ra mắt năm 1990 của vệ tinh AsiaSat 1 cho công ty Boeing Satellite Development Center của Mỹ. Nó đánh dấu lần đầu tiên tên lửa Long March phóng thành công một vệ tinh nước ngoài.
Sau thành công với AsiaSat 1, ông được giao nhiệm vụ phát triển tên lửa Long March 2 cho chương trình vũ trụ của con người Trung Quốc (sau này gọi là chương trình Thần Châu). Ông trở thành phó giám đốc của CALT vào năm 1996, và là phó giám đốc của Công ty Cổ phần Khoa học và Công nghệ Hàng không vũ trụ Trung Quốc (CASC) vào năm 1999. Năm 2001, ông được bổ nhiệm làm chủ tịch của CASC, và bắt đầu vào tháng 2 năm 2002, ông đồng thời là phó chỉ huy của chương trình Thần Châu. Vào tháng 10 năm 2003, Thần Châu 5 đã hoàn thành sứ mệnh không gian vũ trụ đầu tiên của Trung Quốc, và hai năm sau, hai phi hành gia trở lại trái đất sau một chuyến bay vũ trụ 5 ngày trên Thần Châu 6.
Vào tháng 8 năm 2007, ông được bổ nhiệm làm chủ nhiệm Ủy ban Khoa học, Công nghệ và Công nghiệp Quốc phòng (COSTIND), trở thành một trong những người trẻ nhất nắm giữ chức vụ cấp Bộ trưởng tại Trung Quốc. Ông đã hướng dẫn việc sáp nhập COSTIND với Bộ Công nghiệp và Công nghệ thông tin vào năm 2008. Ông cũng đồng thời là người đứng đầu Chương trình Thăm dò Mặt trăng Trung Quốc.
Năm 2008, ông được bổ nhiệm làm Chủ tịch Tổng công ty máy bay thương mại Trung Quốc (Comac), một doanh nghiệp nhà nước mới được thành lập để phát triển máy bay phản lực lớn của Trung Quốc. Năm 2009, ông được xếp là một trong 40 người quyền lực nhất Trung Quốc bởi Bloomberg Businessweek.

## Sự nghiệp chính trị
Ông gia nhập Đảng Cộng sản Trung Quốc (CPC) vào tháng 12 năm 1992. Năm 2002, chưa đầy mười năm sau khi ông gia nhập Đảng, ông được bổ nhiệm vào Ủy ban Trung ương Đảng Cộng sản Trung Quốc khóa XVI, cơ quan hàng đầu của Đảng. Ở tuổi 41, ông là thành viên trẻ nhất của ủy ban. Sau đó, ông đã được bầu làm thành viên chính thức của Ủy ban Trung ương khóa XVII và khóa XVIII.
Vào tháng 8 năm 2011, ông rời Comac và được bổ nhiệm làm Tỉnh trưởng Chính phủ Nhân dân tỉnh Hà Bắc, thay thế cho Trần Toàn Quốc, người đã được thăng chức lên Bí thư Đảng ủy Khu tự trị Tây Tạng. Vào tháng 1 năm 2012, ông đã được chính thức bầu bởi Đại hội tỉnh Hà Bắc làm Tỉnh trưởng, và tái đắc cử vào tháng 1 năm 2013. Ông là một trong những ví dụ đầu tiên của các nhà khoa học tên lửa tham gia vào các bộ máy chính trị ở Trung Quốc, một xu hướng tăng cường sau sự thăng tiến của Tập Cận Bình lên Tổng Bí thư Đảng Cộng sản Trung Quốc năm 2012, với nhiều "cựu sinh viên không gian" gia nhập chính phủ sau đó. Ông được chuyển đến Hắc Long Giang để làm Bí thư Tỉnh ủy vào tháng 4 năm 2017, trở thành quan chức thứ tư được sinh sau năm 1960 đảm nhận chức vụ này của tỉnh.
Tháng 10 năm 2022, Trương Khánh Vĩ được điều chuyển tới tỉnh Hồ Nam, vào Ban Thường vụ Tỉnh ủy, được Bộ Chính trị nhất trí bổ nhiệm làm Bí thư Tỉnh ủy tỉnh Hồ Nam, nhận nhiệm vụ lãnh đạo toàn diện tỉnh Hồ Nam.

## Giải thưởng
- Tốp 10 nhà khoa học trẻ hàng đầu trong ngành công nghiệp vũ trụ (1991)
- Tốp 10 người trẻ xuất sắc hàng đầu ở Trung Quốc (1999)
- Hình ảnh doanh nghiệp CCTV trong năm (2003)[7]